# Inwood (Iowa)
Pour les articles homonymes, voir Inwood (homonymie).
Inwood est une ville du  comté de Lyon, en Iowa, aux États-Unis. Elle est incorporée le 25 avril 1893.

## Source de la traduction
- (en) Cet article est partiellement ou en totalité issu de l’article de Wikipédia en anglais intitulé « Inwood, Iowa » (voir la liste des auteurs).